# معاهدة أرضروم الثانية
معاهدة أرضروم الثانية (مايو 1847) هي معاهدة بين الدولة القاجارية في إيران والدولة العثمانية.
سلسلة من الحوادث الحدودية في عقد 1830 دفعت إيران القاجارية والدولة العثمانية إلى حافة الحرب مرة أخرى. عرضت بريطانيا والامبراطورية الروسية وساطتهما. وتم توقيع معاهدة أرضروم الثانية في مايو 1847. وقد قسمت هذه المعاهدة المنطقة المتنازع عليها بين إيران وتركيا ونصت على تشكيل لجنة حدود لترسيم كامل الحدود بين الدولتين. عمل لجنة الحدود صادفه العديد من الانتكاسات السياسية ولكن في النهاية تمكنت اللجنة من إتمام مهمتها في 1914.